# Сулейман, Салех
Салех Сулейман (араб. صالح سليمان‎, ивр. צאלח סלימאן‎; 1888, Рейне, Северный округ — 24 ноября 1980, Израиль) — израильский политический деятель, депутат кнессета 3-го созыва.

## Биография
Родился в 1888 году в Рейне, Османская Палестина. В 1955 году был избран депутатом кнессета 3-го созыва от партии «Развитие и работа». Был членом комиссии кнессета по внутренним делам.
Умер 24 ноября 1980 года.